# Allencotyla mcintoshi
Allencotyla mcintoshi är en plattmaskart. Allencotyla mcintoshi ingår i släktet Allencotyla och familjen Heteraxinidae. Inga underarter finns listade i Catalogue of Life.